# Parazumia yucateca
Parazumia yucateca är en stekelart som beskrevs av Carpenter 2005. Parazumia yucateca ingår i släktet Parazumia och familjen Eumenidae. Inga underarter finns listade i Catalogue of Life.